# Luca De Meester
Luca De Meester (Gent, 22 januari 2000) is een Belgisch wielrenner die in 2024 prof werd bij Bingoal WB. Zijn vader Hans was ook wielrenner.

## Carrière
In 2021 werd De Meester tiende in de beloftenversie van Parijs-Tours. Het jaar erop won hij de Kersenronde in Mierlo, een Nederlandse amateurwedstrijd. In 2023 maakte hij de overstap naar de opleidingsploeg van Bingoal WB. Namens die ploeg won hij dat jaar de Grote Prijs Affligem.
In 2024 werd De Meester prof bij Bingoal WB, dat hem na één seizoen overhevelde vanuit de opleidingsploeg. Zijn eerste wedstrijdkilometers van het jaar maakte hij in februari in de Ster van Bessèges, waar hij in de laatste etappe (een tijdrit) buiten de tijdslimiet finishte. Zijn debuut in de World Tour maakte hij later die maand in de Omloop Het Nieuwsblad. In de Classic Brugge-De Panne maakte De Meester deel uit van de vroege vlucht. Eind maart stond hij in Antwerpen aan de start van zijn eerste Monument: de Ronde van Vlaanderen. Hij haalde de finish Vlaanderens Mooiste echter niet.

## Resultaten in voornaamste wedstrijden
|      | \| Jaar \| Ronde van Vlaanderen \| Parijs-Roubaix \| Luik-Bast.‑Luik \| Waalse Pijl \| \| ---- \| -------------------- \| -------------- \| --------------- \| ----------- \| \| 2024 \| opgave \| 100e \| \| \| \| 2025 \| \| \| opgave \| opgave \| |                |                 |             |
| Jaar | Ronde van Vlaanderen | Parijs-Roubaix | Luik-Bast.‑Luik | Waalse Pijl |
| 2024 | opgave | 100e           |                 |             |
| 2025 | |                | opgave          | opgave      |

## Ploegen
- 2023 –  Bingoal WB Development Team
- 2024 –  Bingoal WB
- 2025 –  Wagner Bazin WB

Blouwe · De Meester · De Tier · Desal · Matthys · Meens · Mertens (tot 31/5) · Persico · Peyskens · Portsmouth · Salby · Teugels · Tizza · Van Boven · Van der Beken · Van Rooy · Vandepitte · Vermoote · Villa · Vliegen · Weemaes · Van Petegem (stagiair)